# Praia Grande (Ilha de São Tomé)
A Praia Grande é uma praia do Arquipélago de São Tomé e Príncipe, localiza-se a Oeste da ilha de São Tomé entre o a Praia das Plancas e a localidade da Ribeira Funda.